# Liste de peintures de Joachim Wtewael
Cette page dresse la liste des peintures de Joachim Wtewael (1566-1638), peintre maniériste hollandais.

## Liste
| Tableau | Titre                                               | Date           | Dimensions              | Notes | Lieu de conservation                                            |
| ------- | --------------------------------------------------- | -------------- | ----------------------- | ----- | --------------------------------------------------------------- |
|         | Diane et Callisto                                   |                |                         |       | Roanne, Musée des Beaux-Arts et d'Archéologie Joseph-Déchelette |
|         | La Sainte Famille                                   | vers 1590-1600 | 103 x 96,5 cm           |       | Amiens, musée de Picardie                                       |
|         | Loth et ses filles                                  | vers 1595      | 162,5 x 205,5 cm        |       | Los Angeles, County Museum of Art                               |
|         | Judith                                              | vers 1595-1600 | 109,5 x 80 cm           |       | Princeton, University Art Museum                                |
|         | Céphale et Procris                                  | vers 1595-1600 | 130 x 98,5 cm           |       | Saint Louis, Art Museum                                         |
|         | L'Annonce aux bergers                               | vers 1595-1603 | 170 x 136 cm            |       | Amsterdam, Rijksmuseum                                          |
|         | Jupiter s'introduisant dans la chambre de Danaé     | vers 1595-1605 | 20,5 x 15,5 cm          |       | Paris, musée du Louvre                                          |
|         | La rencontre de David et Abigaïl                    | 1597           | 99 x 131 cm             |       | Amsterdam, Rijksmuseum                                          |
|         | L'Adoration des bergers                             | 1598           | 86,5 x 107 cm           |       | Utrecht, Centraal Museum                                        |
|         | L'Adoration des bergers                             | vers 1598-1599 |                         |       | San Francisco, Legion of Honor                                  |
|         | Le martyre de saint Sébastien                       | 1600           | 169 x 125 cm            |       | Kansas City, The Nelson-Atkins Museum of Art                    |
|         | Loth et ses filles                                  | vers 1600      | 209 x 166 cm            |       | Saint-Pétersbourg, musée de l'Ermitage                          |
|         | La Résurrection de Lazare                           | vers 1600      | 158 x 208 cm            |       | Lille, musée des Beaux-Arts                                     |
|         | Mars et Vénus surpris par Vulcain                   | 1601           | 20,8 x 15,7 cm          |       | La Haye, Mauritshuis                                            |
|         | Autoportrait                                        | 1601           | 98 x 73,5 cm            |       | Utrecht, Centraal Museum                                        |
|         | Portrait de Christina van Halen, épouse du peintre  | 1601           | 99 x 75,5 cm            |       | Utrecht, Centraal Museum                                        |
|         | Le Jugement de Pâris                                | 1602           | 15,5 x 20,5 cm          |       | Cleveland, Museum of Art                                        |
|         | Loth et ses filles                                  | vers 1603-1608 | 15 x 20,5 cm            |       | Saint-Pétersbourg, musée de l'Ermitage                          |
|         | Portrait de Steven de Witt                          | vers 1604-1610 | 20 x 15,5 cm            |       | Utrecht, Centraal Museum                                        |
|         | Scène de cuisine avec la parabole du repas          | 1605           | 65 x 98 cm              |       | Berlin, Gemäldegalerie                                          |
|         | L'Age d'or                                          | 1605           | 22,5 x 30,5 cm          |       | New York, The Metropolitan Museum of Art                        |
|         | La Résurrection de Lazare                           | vers 1605-1610 | 131 x 162 cm            |       | Londres, National Gallery                                       |
|         | Le Jugement de Pâris                                | vers 1605-1610 | 22 x 28,5 cm            |       | Budapest, musée des Beaux-Arts                                  |
|         | L'Adoration des bergers                             | vers 1606      | 75 x 97 cm              |       | Oxford, Ashmolean Museum of Art and Archeology                  |
|         | La Sainte Famille entourée d'anges et de saints     | vers 1606-1610 | 20 x 15,5 cm            |       | Madrid, musée Thyssen-Bornemisza                                |
|         | Mars et Vénus surpris par Vulcain                   | vers 1606-1610 | 20 x 15,5 cm sur cuivre |       | Los Angeles, J. Paul Getty Museum                               |
|         | Diane et Actéon                                     | 1607           | 57,5 x 78 cm            |       | Vienne, Kunsthistorisches Museum                                |
|         | Le combat des dieux et des géants                   | vers 1608      | 15,5 x 20 cm            |       | Chicago, Art Institute                                          |
|         | Mars et Vénus surpris par Vulcain                   | 1610           | 18,2 x 13,5 cm          |       | Amsterdam, Rijksmuseum                                          |
|         | Saint Marc                                          | vers 1610-1615 | 68 x 50 cm              |       | Amsterdam, Rijksmuseum                                          |
|         | Saint Luc                                           | vers 1610-1615 | 68 x 50 cm              |       | Amsterdam, Rijksmuseum                                          |
|         | Persée délivrant Andromède                          | 1611           | 180 x 150 cm            |       | Paris, musée du Louvre                                          |
|         | Diane et Actéon                                     | 1612           | 56,5 x 76 cm            |       | Boston, Museum of Fine Arts                                     |
|         | Les Noces de Thétis et Pélée                        | 1612           | 36,5 x 42 cm            |       | Williamstown, The Clark Art Institute                           |
|         | Joseph et la femme de Putiphar                      | vers 1612      | 36 x 51 cm              |       | South Hadley, Mount Holyoke College Art Museum                  |
|         | Le Jugement de Pâris                                | 1614           | 21,3 x 27 cm            |       | Anvers, musée royal des Beaux-Arts                              |
|         | Le Jugement de Pâris                                | 1615           | 60 x 79 cm              |       | Londres, National Gallery                                       |
|         | Saint Matthieu                                      | vers 1616      | 78,5 x 62 cm            |       | Baltimore, The Walters Art Museum                               |
|         | Saint Jean-Baptiste prêchant                        | 1618           | 86 x 145 cm             |       | Copenhague, Statens Museum for Kunst                            |
|         | La marchande de légumes                             | vers 1618      | 119 x 161 cm            |       | Utrecht, Centraal Museum                                        |
|         | Saint Jean l'Evangéliste                            | vers 1618-1620 | 79,5 x 62 cm            |       | Amherst, Mead Art Museum                                        |
|         | L'Adoration des bergers                             | vers 1620      | 93 x 125 cm             |       | Vienne, Kunsthistorisches Museum                                |
|         | L'Adoration des bergers                             | vers 1620-1625 | 35,5 x 48,5 cm          |       | Vienne, Kunsthistorisches Museum                                |
|         | La cuisinière                                       | vers 1620-1625 | 103 x 72 cm             |       | Utrecht, Centraal Museum                                        |
|         | Un berger                                           | 1623           | 49,5 cm de diamètre     |       | Cambridge, Harvard Art Museums                                  |
|         | Une bergère                                         | vers 1623      | 49,5 cm de diamètre     |       | Cambridge, Harvard Art Museums                                  |
|         | Le frappement du rocher                             | 1624           | 44,5 x 66,5 cm          |       | Washington, The National Gallery of Art                         |
|         | L'Adoration des bergers                             | 1625           | 62 x 99 cm              |       | Madrid, musée du Prado                                          |
|         | Marie Madeleine repentante                          | vers 1625-1627 | 51,3 x 36,5 cm          |       | Omaha, Joslyn Art Museum                                        |
|         | Portrait de Johan Pater                             | 1626           | 112 x 80,5 cm           |       | Utrecht, Centraal Museum                                        |
|         | Portrait d'Antonetta Wtewael, épouse de Johan Pater | 1626           | 112 x 80,5 cm           |       | Utrecht, Centraal Museum                                        |
|         | Portrait d'Eva Wtewael                              | 1628           | 54,5 x 40,5 cm          |       | Utrecht, Centraal Museum                                        |
|         | Portrait de Peter Wtewael                           | 1628           | 56,7 cm de diamètre     |       | Utrecht, Centraal Museum                                        |
|         | Portrait de Johan Wtewael                           | 1628           | 56 x 77 cm              |       | Utrecht, Centraal Museum                                        |
|         | Bacchus                                             | 1628           |                         |       | Utrecht, Centraal Museum                                        |
|         | Vénus et Adonis                                     |                | 38 x 57 cm              |       | Utrecht, Centraal Museum                                        |